# Au nom du père (film, 1993)
Pour les articles homonymes, voir Au nom du père.
Pour plus de détails, voir Fiche technique et Distribution.
Au nom du père (In the Name of the Father) est un film de procès irlando-britannique de 1993 réalisé par Jim Sheridan. Il s'agit d'une adaptation du livre autobiographique, Proved Innocent (titre original en anglais), de Gerry Conlon.  
Il s'agit d'une histoire tirée de faits réels. Ce film engagé, qui met en scène la chronique d’une erreur judiciaire, est l'un des plus marquants de la carrière de Jim Sheridan. Il a reçu l'Ours d'Or au Festival de Berlin en 1994 et a été nommé sept fois aux Oscars. Au nom du père est une critique virulente et sans concession du fonctionnement de la justice britannique lors des vagues d'attentats de l'IRA provisoire dans les années 1970. Il réunit Daniel Day-Lewis interprétant le rôle de Gerry Conlon, Pete Postlethwaite jouant le rôle du père, Giuseppe Conlon, et Emma Thompson dans le rôle de l’avocate Gareth Peirce (en). 

## Synopsis
Belfast, 1974. Sans emploi, Gerry Conlon vit de menus larcins. Un jour, en voulant échapper à une interpellation, il attire involontairement des soldats britanniques près d'une planque de l'IRA. Ulcérés, les terroristes menacent de le mutiler. Gerry part alors pour Londres avec son ami Paul, et s'installe dans une communauté hippie. Mais le soir du 5 octobre 1974, à Guildford et à Woolwich, dans la banlieue londonienne, tandis que Paul et Gerry détroussent une prostituée, deux pubs fréquentés par des soldats sont la cible d'un attentat à la bombe. Bilan : cinq morts. La population est sous le choc. Il faut à la police des coupables car l'État et l’opinion publique veulent des résultats rapides. Et vite, Paul et Gerry sont arrêtés à la suite d'une dénonciation. Gerry est alors interrogé par la police londonienne qui l’accuse d’être l’instigateur des attentats terroristes à Guildford pour le compte de l’IRA. Gerry est soumis à une torture physique et morale. Les interrogatoires n'en finissent pas. Les mêmes questions se répètent, auxquelles Gerry apporte les mêmes réponses. Sous la pression des policiers et la torture, Gerry signe des aveux fabriqués de toutes pièces qui, non seulement le mettent en cause, mais également Paul Hill, son ami d’enfance, et un couple d’amis hippies, — ces quatre personnes sont alors appelées les Quatre de Guildford — ainsi que plusieurs membres de sa famille dont son propre père (sept autres personnes).
Le drame dans lequel cette famille a été plongée contraste avec le fait qu'aucun des policiers inquiétés dans cette affaire n'a été condamné. Et que les auteurs de l'attentat soient toujours en prison sans jamais avoir été jugés pour ces faits.

## Fiche technique
- Titre : Au nom du père
- Titre original : In the Name of the Father
- Réalisation : Jim Sheridan
- Scénario : Terry George et Jim Sheridan, d'après le livre autobiographique Proved Innocent de Gerry Conlon
- Musique : Trevor Jones
- Direction artistique : Rick Butler
- Décors : Caroline Amies
- Costumes : Joan Bergin
- Photographie : Peter Biziou
- Son : Ron Davis
- Montage : Gerry Hambling
- Production : Jim Sheridan
  - Co-production : Arthur Lappin
  - Production déléguée : Gabriel Byrne
  - Co-production déléguée : Terry George
  - Production associé : Nye Heron
- Sociétés de production : Hell's Kitchen Films et Universal Pictures
- Sociétés de distribution : Universal Pictures (États-Unis), United International Pictures (France)
- Budget : entre 14 et 15 millions $[1]
- Pays de production :  Irlande,  Royaume-Uni
- Langue originale : anglais
- Format : couleur (Technicolor) — 35 mm — 1,85:1  — son Dolby Stéréo
- Genre : drame biographique
- Durée : 132 minutes
- Dates de sortie :
  - Irlande : 12 décembre 1993 (première mondiale), 27 décembre 1993 (sortie nationale)
  - Royaume-Uni : 13 décembre 1993 (sortie limitée : Belfast), 11 février 1994 (sortie nationale)
  - États-Unis : 29 décembre 1993 (sortie limitée), 25 février 1994 (sortie nationale)
  - France : 9 mars 1994

## Distribution
- Daniel Day-Lewis (VF : Bernard Gabay) : Gerry Conlon, l'un des Quatre de Guildford
- Pete Postlethwaite (VF : Georges Berthomieu) : Giuseppe Conlon, le père de Gerry
- Emma Thompson (VF : Frédérique Tirmont) : Gareth Peirce (en), l’avocate
- John Lynch (VF : Patrick Laplace) : Paul Hill, l'un des Quatre de Guildford, camarade de classe de Gerry
- Beatie Edney (VF : Dorothée Jemma) : Carole Richardson, l'une des Quatre de Guildford
- Mark Sheppard (VF : Olivier Korol) : Paddy Armstrong, l'un des Quatre de Guildford
- Corin Redgrave (VF : Jean-Claude Balard) : le procureur Robert Dixon
- Gerard McSorley (VF : Patrick Floersheim) : l'inspecteur Pavis
- Don Baker (VF : Daniel Beretta) : Joe McAndrew, l'activiste de l'IRA
- Marie Jones (en) (VF : Nicole Favart) : Sarah Conlon, la mère de Gerry
- Joe McPartland (VF : Georges Atlas) : Charlie Burke, le sans-abri
- Frank Harper (VF : Marc Alfos) : Ronnie Smalls, un détenu
- Denys Hawthorne (VF : Yves Barsacq) : le juge en appel
- Tom Wilkinson (VF : Jean-Claude Michel) : le procureur du second procès
- John Benfield (en) (VF : Régis Ivanov) : le chef Barker

## Thème
Au nom du père est une plongée dans le conflit nord-irlandais à travers le cas d'une erreur judiciaire. Interrogatoires, inculpation de la famille au complet, conditions d’emprisonnement (père et fils dans la même cellule et dans la même prison que le véritable coupable), dénouement qui se produit sur un coup de chance. Le cinéaste montre les relations difficiles père-fils, ce couple étant obligé de vivre ensemble. 

## Accueil
Sur la performance des acteurs. Daniel Day-Lewis a été salué par la profession dans sa composition de Gerry Conlon (il fut cité aux Oscars pour ce rôle). Pete Postlethwaite (Giuseppe) donne une interprétation émouvante. Emma Thompson joue le rôle d’une avocate qui s'acharne à faire éclater la vérité. L'inspecteur qui cherche à couvrir ses « excès de zèle » est interprété par Corin Redgrave.

## Distinctions

### Récompenses
- Festival de Berlin 1994 : Ours d'or du meilleur film

### Nominations
- Oscars 1994
  - Oscar du meilleur acteur pour Daniel Day-Lewis
  - Oscar du meilleur acteur dans un second rôle pour Pete Postlethwaite
  - Oscar de la meilleure actrice dans un second rôle pour Emma Thompson
  - Oscar du meilleur réalisateur pour Jim Sheridan
  - Oscar du meilleur film
  - Oscar du meilleur scénario adapté
  - Oscar du meilleur montage
- Golden Globes 1994
  - Golden Globe du meilleur film dramatique
  - Golden Globe du meilleur acteur dans un film dramatique pour Daniel Day-Lewis
  - Golden Globe de la meilleure actrice dans un second rôle pour Emma Thompson
  - Golden Globe de la meilleure chanson originale pour Sinead O'Connor
- BAFTA 1994
  - British Academy Film Award du meilleur acteur pour Daniel Day-Lewis
  - British Academy Film Award du meilleur scénario adapté